# Friedrich Gorissen
Friedrich Gorissen (* 19. April 1912 in Kleve; † 27. September 1993) war niederrheinischer Historiker, Archivar und Museumsleiter.

## Leben
Gorissen wurde als Sohn des Klever Kaufmanns Heinrich Gorissen und seiner Frau Hubertine, geb. Schauenberg, am 19. April 1912 als erstes von fünf Kindern geboren. Von 1922 bis 1931 besuchte er das Collegium Augustinianum Gaesdonck bei Goch, wo er mit der niederrheinischen Geschichte und historischen Originalquellen in Berührung kam. Ab 1931 studierte er Architektur in Danzig, brach dieses Studium aber bereits nach vier Semestern 1933 ab. Nach einigen Jahren, in denen er sich vorwiegend autodidaktisch mit der Geschichte Kleves und der Region befasste, nahm er 1938 ein Studium der Geschichte an der Universität zu Köln auf. Nachdem Teile des bereits abgeschlossenen Dissertationsmanuskriptes zur historischen Topographie der Stadt Kleve nach dem Zweiten Weltkrieg verschollen waren, promovierte Gorissen 1952 über „Landschaft und Siedlungsraum von Kleve“.
Von 1955 bis zu seiner Pensionierung 1977 leitete Gorissen das Klever Stadtarchiv und richtete ab 1958 zudem das städtische Museum B.C. Koekkoek-Haus ein. Schwerpunktmäßig beschäftigte er sich mit der Geschichte der Stadt Kleve und ihrer näheren Umgebung (unter anderem Kalkar, Nimwegen, Kranenburg, Xanten), sowie der Grafschaft beziehungsweise dem Herzogtum Kleve. Neben wissenschaftlichen Publikationen veröffentlichte Gorissen eine Vielzahl von Aufsätzen in Heimatkalendern und Zeitungen, mit denen er ein breiteres Publikum für die Lokal- und Regionalgeschichte ansprechen wollte. Ein besonderes Anliegen war es ihm, die „Niederrheinlande“ beiderseits der deutsch-niederländischen Grenze als zusammenhängende historische Kulturlandschaft ins Bewusstsein zu rufen. 1992 erhielt Gorissen den Johann-Moritz-Kulturpreis der Stadt Kleve verliehen.
Der wissenschaftliche Nachlass von Friedrich Gorissen liegt im Stadtarchiv Kleve, der die Stadt Kalkar betreffende Teil im Stadtarchiv Kalkar.

## Publikationen (Auswahl)
- Land am Niederrhein: Eine Heimatkunde für das Grenzland zwischen Maas und Rhein. Boss, Kleve 1949.
- Niederrheinischer Städteatlas: 1.1: Kleve. Boss, Kleve 1952. 1.2: Kalkar. Boss, Kleve 1953. 2.1: Nimwegen. Boss, Kleve 1956.
- Stadtrechnungen von Wesel (= Publikationen der Gesellschaft für Rheinische Geschichtskunde 55; Regesten zur politischen Geschichte des Niederrheins 1), 5 Bände. Hanstein, Bonn 1963–1968.
- Conspectus Cliviae: Die klevische Residenz in der Kunst des 17. Jahrhunderts. Boss, Kleve 1964.
- Kleve so wie es war, Droste Verlag GmbH Düsseldorf 1977, ISBN 3770004604
- Geschichte der Stadt Kleve. Von der Residenz zur Bürgerstadt, von der Aufklärung bis zur Inflation. Boss, Kleve 1977.
- Florilegium Xantense. Xanten in der Literatur von 1464-1892. Rheinland-Verlag, Köln 1984, ISBN 3-7927-0808-6
- Rindern (Harenatium - Rinharen). Römisches Limeskastell, angloschottisches Coenobium Willibrords, feudale Grundherrschaft und Herrlichkeit, Deichschau. Bd. 1: Von den Anfängen der Besiedlung bis zum Ende der Herrlichkeit. Darstellung und Quellen. Kleve 1985, ISBN 3-924637-04-0
- Urkunden und Regesten des Stiftes Monterberg-Kleve, 2 Bände. Boss, Kleve 1989–1990.
- Historische Topographie der Stadt Kleve. Von den Anfängen bis zu Beginn der brandenburgischen Zeit. Boss, Kleve 1992, ISBN 3-89413-188-8